# کاتر کلاس کپ
کاتر کلاس کپ (به انگلیسی: Cape-class cutter) یک کلاس از کشتی است که طول آن ۹۵ فوت (۲۹ متر) می‌باشد.